# Vương Bình Thạnh
Vương Bình Thạnh (sinh 1959) là một chính khách Việt Nam. Ông từng giữ chức Phó Bí thư Tỉnh ủy, Chủ tịch UBND tỉnh An Giang.

## Thân thế sự nghiệp
Ông Thạnh sinh ngày 11.3.1959 tại Thị trấn Phú Hòa, huyện Thoại Sơn, tỉnh An Giang.
Từ 6/2011 là Phó Bí thư Tỉnh ủy, Chủ tịch UBND tỉnh An Giang khóa 8, nhiệm kỳ 2010 - 2015.
Tại Đại hội đại biểu Đảng bộ tỉnh An Giang lần thứ X, nhiệm kỳ 2015-2020, ông được bầu lại làm Phó Bí thư Tỉnh ủy.
Ngày 1/7/2016, tại kỳ họp lần thứ nhất Hội đồng nhân dân tỉnh An Giang khóa 9, nhiệm kỳ 2016-2021, ông tái đắc cử Chủ tịch Ủy ban nhân dân tỉnh An Giang khóa 9, nhiệm kỳ 2016-2021.
Ngày 28/3/2019, tại Văn phòng Tỉnh ủy An Giang, thừa ủy nhiệm của Ban Bí thư Trung ương Đảng, Ban Thường vụ Tỉnh ủy An Giang tổ chức Lễ công bố và trao quyết định của Ban Bí thư Trung ương Đảng về việc nghỉ hưu theo chế độ cho ông.
Từ ngày 1 tháng 4 năm 2019, Vương Bình Thạnh chính thức nghỉ hưu.
Ngày 27 tháng 5 năm 2019, tại kì họp thứ 10 (bất thường) của Hội đồng nhân dân tỉnh An Giang khóa 9, Vương Bình Thạnh được miễn nhiệm chức vụ Chủ tịch Ủy ban nhân dân tỉnh An Giang nhiệm kì 2016-2021.

## Bị chê trên Facebook
Gữa tháng 6.2015, Thanh tra Chính phủ đề nghị kiểm điểm ông Vương Bình Thạnh, Chủ tịch UBND tỉnh An Giang vì yếu kém trong quản lý đất đai, để xảy ra nhiều tiêu cực. Cô giáo Lê Thị Thùy Trang, tổ trưởng tổ chuyên môn Ngữ văn Trường THPT Long Xuyên (TP.Long Xuyên) có tải thông tin lên Facebook cá nhân của mình, kèm nhận xét: "Hồi nào vậy tèn. Mà vậy đi cho đẹp lòng dân". Sau đó có một số người vào comment, trong đó có 1 comment từ Facebook của bà Phan Thị Kim Nga (phó văn phòng Sở Công thương), do chồng là ông Huỳnh Nguyễn Huy Phúc (nhân viên Phòng Điều độ Lưới điện phân phối, Cty Điện lực An Giang) đưa lên: "Ông Chủ tịch này kênh kiệu, xa lánh dân nhất trong các thời chủ tịch An Giang".
Ngày 20.7.2015, Công an tỉnh An Giang có báo cáo những bình luận trên Facebook với các nickname của bà Trang, ông Phúc, bà Nga. Ngày 15.9.2015, Đảng ủy khối Dân chính đảng có công văn chỉ đạo việc xử lý, chấn chỉnh cán bộ, đảng viên lợi dụng việc sử dụng Facebook. Cũng trong tháng 9.2015, diễn ra hàng loạt cuộc làm việc từ trên xuống đến trường học, cơ quan, đơn vị của ba người.
Sáng 15.10.2015, Đoàn thanh tra của Sở TT&TT tỉnh An Giang làm việc với cô giáo Trang và ông Phúc. Trong các "Biên bản làm việc", Đoàn thanh tra cho rằng, việc làm của cô giáo Trang và ông Phúc là "xúc phạm uy tín đồng chí Chủ tịch UBND tỉnh". Hành vi được xác định vi phạm Điều 5, khoản 1, điểm d, Nghị định 72, ngày 15.7.2013 của Chính phủ (quản lý, cung cấp, sử dụng dịch vụ internet và thông tin trên mạng). Nội dung điểm d: "Đưa thông tin xuyên tạc, vu khống, xúc phạm uy tín của tổ chức, danh dự và nhân phẩm của cá nhân". Nhưng trong "Biên bản làm việc", cô giáo Trang không đồng ý với Đoàn thanh tra, mà khẳng định: "Không cố ý đưa thông tin xúc phạm danh dự, uy tín của cá nhân nào cả".
Hôm sau, ngày 16.10.2015, Trưởng đoàn Thanh tra chuyên ngành Sở TT&TT tỉnh An Giang ký quyết định "xử phạt vi phạm hành chính" bà Trang và ông Phúc, mỗi người 5 triệu đồng. Căn cứ Nghị định 174, ngày 13.11.2013 của Chính phủ (quy định xử phạt vi phạm hành chính trong lĩnh vực bưu chính, viễn thông, công nghệ thông tin và tần số điện). Áp dụng điểm G, khoản 3, Điều 66: "Cung cấp, trao đổi, truyền đưa hoặc lưu trữ thông tin số nhằm đe dọa, quấy rối, xuyên tạc, vu khống, xúc phạm uy tín của tổ chức, danh dự, nhân phẩm, uy tín của người khác".
Tuy nhiên khi sự việc xử phạt trên trở thành tâm điểm của truyền thông thì ngày 18.11.2015 ông Vương Bình Thạnh cho biết: "Tôi không biết, không chỉ đạo".
Đến ngày 23.11.2015 thì ông Thạnh tuyên bố: "Quan điểm của tôi trong vụ việc này là sẵn sàng tha thứ cho các cá nhân vì họ đã thấy được lỗi của mình nên tôi đã yêu cầu đồng chí phó Chủ tịch UBND tỉnh yêu cầu các sở, ngành tham mưu xem xét theo hướng rút lại các quyết định xử lý đối với ba cán bộ vừa qua và xem xét chỉ xử lý hình thức nhẹ nhất mang tính phê bình nhắc nhở là chính". Sau đó UBND tỉnh An Giang đã yêu cầu Sở Thông tin truyền thông, Đảng ủy khối dân chính Đảng tỉnh An Giang, Sở Công thương An Giang rút các quyết định xử lý phạt hành chính và chính quyền, kỷ luật Đảng đối với 3 cán bộ mà các cơ quan này đã ra quyết định xử lý trước đó. Theo đó, Sở Thông tin truyền thông phải rút quyết định xử phạt hành chính mức 5 triệu đồng đối với bà Lê Thị Thùy Trang và ông Huỳnh Nguyễn Huy Phúc. Hai cán bộ này chỉ bị cơ quan đang công tác phê bình nhắc nhở trong toàn cơ quan.